# Vigilio Gottardi
Vigilio Gottardi (Padova, 1909 – Torino, 2 luglio 1972) è stato un attore italiano. Laureato in legge, lavorò molto in Rai.

## Biografia
Attore teatrale, poco attivo al cinema (con soli sei film interpretati dal 1938 al 1959), e sul piccolo schermo dal 1966 al 1971 con ruoli più consistenti in sceneggiati e lavori di prosa (è Lodovico Settala ne I promessi sposi del 1967 di Sandro Bolchi e Johann Buddenbrook ne I Buddenbrook del 1971 di Edmo Fenoglio), ha lavorato intensamente alla radio sin dagli anni '40 come interprete di lavori di prosa e spettacoli leggeri. Nei primi anni '50 fece parte della compagnia del teatro comico musicale di Roma. Nel 1964 recitò nelle goldoniane Le baruffe chiozzotte, dirette da Giorgio Strehler, portata sul piccolo schermo due anni dopo.

## Filmografia

### Cinema
- Crispino e la comare di Vincenzo Sorelli (1938)
- Ettore Fieramosca di Alessandro Blasetti (1938)
- L'ultima nemica di Umberto Barbaro (1938)
- Catene invisibili di Mario Mattoli (1942)
- Rigoletto di Carmine Gallone (1946)
- Esterina di Carlo Lizzani (1959)

### Televisione
- Le baruffe chiozzotte da Carlo Goldoni di Lyda C. Ripandelli (1966)
- I promessi sposi di Sandro Bolchi (1967)
- I Buddenbrook di Edmo Fenoglio (1971)
- Il mulino del Po di Sandro Bolchi (1971)

## Teatro
- Le baruffe chiozzotte di Carlo Goldoni, regia di Giorgio Strehler, prima al Teatro Lirico di Milano il 29 novembre 1964.

## Prosa radiofonica

### EIAR
- Anche a Chicago nascon le violette, commedia di Buzzichini e Casella, regia di Guglielmo Morandi, trasmessa l'8 marzo 1939.
- La figlia di Iorio, tragedia di Gabriele D'Annunzio, regia di Alberto Casella, trasmessa il 2 giugno 1941.
- La stella sul mondo di Gino Valori, regia di Guglielmo Morandi, trasmessa il 4 gennaio 1943.
- La strada dei re di Giovanni Gigliozzi, regia di Guglielmo Morandi, trasmessa il 24 gennaio 1943.
- Cenerentola, commedia di Massimo Bontempelli, regia di Guglielmo Morandi, trasmessa il 28 giugno 1943.

### Radio Rai
- Minnie la candida di Massimo Bontempelli, regia di Alberto Casella, trasmessa il 3 gennaio 1951.
- La scuola della maldicenza di Richard Brinsley Sheridan, regia di Eugenio Salussolia, trasmessa il 18 novembre 1952.
- Sangue sulla neve di Gastone Tanzi, regia di Eugenio Salussolia, trasmessa il 24 novembre 1952.
- Avventure con Don Chisciotte di Cesare Meano, regia di Eugenio Salussolia, trasmessa il 19 gennaio 1953.
- Generalissimo di Ferenc Molnár, regia di Vittorio Brignole, trasmessa il 19 settembre 1953.
- La vita degli altri di Guglielmo Zorzi, regia di Eugenio Salussolia, trasmessa il 29 settembre 1953.
- Le stelle ridono, commedia di Gherardo Gherardi, trasmessa il 29 dicembre 1953.
- Virginia di Castiglione, radiodramma di Mario Vani, regia di Vittorio Brignole, trasmessa 25 luglio 1955.
- Non puoi rivivere lo stesso giorno, radiodramma di Pauk Ickes, regia di Giacomo Colli, trasmesso il 4 gennaio 1960.
- I racconti del vecchio west di Bret Harte, adattamento di Lina Wertmüller e Matteo Spinola, regia di Enrico Romero, trasmessa il 25 aprile 1960.
- Una strana epidemia, radiodramma di Italo Alighiero Chiusano, regia di Eugenio Salussolia, trasmesso il 26 giugno 1960.
- Giada oscura, radiodramma di Olga Berardi, regia di Eugenio Salussolia, trasmessa il 20 marzo 1961.

### Prosa televisiva
- Pasqua, regia di Giacomo Colli, trasmessa il 28 marzo 1964.
- Topaze di Marcel Pagnol, regia di Giorgio Albertazzi, trasmessa il 1º gennaio 1971.

### Varietà radiofonici
- Sotto il parapioggia di Dino Verde e Renzo Puntoni, regia di Riccardo Mantoni, trasmessa nel 1951-1952.